# Mierznica
Mierznica (Ballota L.) – rodzaj roślin należących do rodziny jasnotowatych. Obejmuje ok. 25 gatunków (przy wyodrębnieniu odrębnego rodzaju Acanthoprasium) lub ok. 35 gatunków w szerszym ujęciu. Rośliny te występują głównie w południowej Europie i zachodniej Azji, na wschodzie sięgając po Iran. Jeden gatunek rośnie w południowej Afryce. W Polsce jako antropofit zadomowiony rośnie jeden gatunek – mierznica czarna B. nigra, która bywa wykorzystywana w ziołolecznictwie. B. acetabulosa wykorzystywana była jako pływający knot w lampkach oliwnych. Rośliny te zasiedlają tereny skaliste, klify, ruiny, siedliska ruderalne i suche pola.

## Morfologia
PokrójByliny osiągające do 1 m wysokości. Łodygi o kwadratowym przekroju wraz z liśćmi zwykle wełniście owłosione.
LiścieNaprzemianległe, pozbawione zapachu, tępo ząbkowane.
KwiatyZebrane w okółkach. Kielich często sztywny, u nasady wąski, rozszerzający się ku górze, na końcu działki rozwidlone tak, że w efekcie jest 10-ząbkowy (tylko u mierznicy czarnej 5-ząbkowy), ząbki często koląco sztywne. Korona niewielka, zrosłopłatkowa, fioletowa, różowa lub biała, często z fioletowymi żyłkami. Płatki tworzą rurkę zakończoną dwoma wargami, górną prostą, czasem rozwidloną i dolną trójłatkową. Cztery pręciki, schowane pod górną wargą. Zalążnia złożona z dwóch owocolistków, dwukomorowa, w każdej komorze z dwoma zalążkami. Szyjka słupka pojedyncza, cienka.
OwoceCzterodzielne rozłupnie, rozpadające się na cztery pojedyncze, gładkie rozłupki.

## Systematyka
Pozycja systematyczna
Rodzaj z rodziny jasnotowatych Lamiaceae. W obrębie rodziny klasyfikowany jest do podrodziny Lamioideae i plemienia Marrubieae.
Wykaz gatunków
- Ballota acetabulosa (L.) Benth.
- Ballota adenophora Hedge
- Ballota africana (L.) Benth.
- Ballota andreuzziana Pamp.
- Ballota antilibanotica Post
- Ballota aucheri Boiss.
- Ballota bullata Pomel
- Ballota byblensis Semaan & R.M.Haber
- Ballota cristata P.H.Davis
- Ballota damascena Boiss.
- Ballota deserti (Noë) Jury, Rejdali & A.J.K.Griffiths
- Ballota glandulosissima Hub.-Mor. & Patzak
- Ballota grisea Pojark.
- Ballota hirsuta Benth.
- Ballota hispanica (L.) Benth.
- Ballota inaequidens Hub.-Mor. & Patzak
- Ballota kaiseri Täckh.
- Ballota larendana Boiss. & Heldr.
- Ballota latibracteolata P.H.Davis & Doroszenko
- Ballota luteola Velen.
- Ballota macedonica Vandas
- Ballota macrodonta Boiss. & Balansa
- Ballota nigra L. – mierznica czarna
- Ballota philistaea Bornm.
- Ballota platyloma Rech.f.
- Ballota pseudodictamnus (L.) Benth.
- Ballota rotundifolia K.Koch
- Ballota saxatilis Sieber ex C.Presl
- Ballota sechmenii Gemici & Leblebici
- Ballota undulata (Sieber ex Fresen.) Benth.